# Rauls Erlends Serafimovičs
Rauls Erlends Serafimovičs (geboren am 16. Mai 2004 in Valmiera, Lettland) ist ein lettischer Handballspieler, der auf der Spielposition Rückraum eingesetzt wird.

## Vereinskarriere
Der 1,82 m große Serafimovičs spielte bis 2023 in Lettland bei Murjanu SG. Zur Saison 2023/2024 erhielt er einen Vertrag in Deutschland beim Drittligisten Stralsunder HV.

## Auswahlmannschaften
Er stand im Aufgebot der lettischen Nationalmannschaft.